# Досо (Ферара)
Досо (итал. Dosso) је насеље у Италији у округу Ферара, региону Емилија-Ромања.
Према процени из 2011. у насељу је живело 1436 становника. Насеље се налази на надморској висини од 14 м.